# Lista de agraciados na Ordem Nacional do Mérito Científico - Comendador

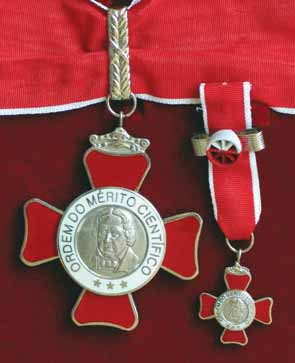
Ordem Nacional do Mérito Científico - Comendador

Esta é uma lista de agraciados pela Ordem Nacional do Mérito Científico com a classe Comendador.
As comendas foram concedidas em:
- 2 de junho de 1995
- 20 de novembro de 1996
- 20 de março de 1998
- 15 de outubro de 1998
- 21 de julho de 2000
- 15 de janeiro de 2002
- 5 de agosto de 2002
- 28 de junho de 2004
- 15 de março de 2005
- 16 de novembro de 2006
- 16 de fevereiro de 2007
- 28 de dezembro de 2010
- 21 de outubro de 2013
- 01 de agosto de 2018
- 16 de outubro de 2018
- 30 de novembro de 2021
- 3 de novembro de 2021
- 11 de julho de 2023

## Agraciados
| Ano  | Nome                                    | Categoria                   | Instituição           | Ref    |
| ---- | --------------------------------------- | --------------------------- | --------------------- | ------ |
| 2009 | Avílio Antônio Franco                   | Ciências Agrárias           |                       |        |
| 2006 | Benildo Sousa Cavada                    | Ciências Agrárias           |                       | [ 5 ]  |
| 2005 | Bernardo van Raij                       | Ciências Agrárias           |                       |        |
| 2018 | Concepta Margaret McManus Pimentel      | Ciências Agrárias           |                       | [ 6 ]  |
| 2010 | Edilson Paiva                           | Ciências Agrárias           |                       |        |
| 2004 | Elliot Watanabe Kitajima                | Ciências Agrárias           |                       | [ 7 ]  |
| 2018 | Elizabeth Pacheco Batista Fontes        | Ciências Agrárias           |                       | [ 6 ]  |
| 1998 | Eurípedes Malavolta                     | Ciências Agrárias           |                       | [ 8 ]  |
| 2018 | Evaldo Ferreira Vilela                  | Ciências Agrárias           |                       | [ 6 ]  |
| 2009 | Francisco José Lima Aragão              | Ciências Agrárias           |                       |        |
| 2005 | Franke Dijkstra                         | Ciências Agrárias           |                       |        |
| 1996 | Henrique Bergamin Filho                 | Ciências Agrárias           |                       | [ 9 ]  |
| 1998 | João Lúcio de Azevedo                   | Ciências Agrárias           |                       | [ 8 ]  |
| 2007 | José Júlio da Ponte Filho               | Ciências Agrárias           |                       |        |
| 2008 | José Geraldo Eugenio de França          | Ciências Agrárias           |                       |        |
| 2008 | José Oswaldo Siqueira                   | Ciências Agrárias           |                       |        |
| 2010 | Klaus Reichardt                         | Ciências Agrárias           |                       |        |
| 2018 | Maria Fátima Grossi de Sá               | Ciências Agrárias           |                       | [ 6 ]  |
| 2008 | Mariangela Hungria da Cunha             | Ciências Agrárias           |                       |        |
| 2018 | Mariangela Hungria da Cunha             | Ciências Agrárias           |                       |        |
| 2005 | Manoel Henrique Pereira                 | Ciências Agrárias           |                       |        |
| 1995 | Paulo de Tarso Alvim                    | Ciências Agrárias           |                       |        |
| 2005 | Rodolfo Rumpf                           | Ciências Agrárias           |                       |        |
| 2006 | Romeu Afonso de Souza Kiihl             | Ciências Agrárias           |                       | [ 5 ]  |
| 2009 | Sergio Costa Oliveira                   | Ciências Agrárias           |                       |        |
| 2010 | Silvio Crestana                         | Ciências Agrárias           |                       |        |
| 2018 | Vasco Ariston de Carvalho Azevedo       | Ciências Agrárias           |                       | [ 6 ]  |
| 2003 | Adalberto Luis Val                      | Ciências Biológicas         |                       |        |
| 2008 | Adalberto Ramón Vieyra                  | Ciências Biológicas         |                       |        |
| 1998 | Adelmar Faria Coimbra                   | Ciências Biológicas         |                       | [ 8 ]  |
| 2000 | Aída Hassón-Voloch                      | Ciências Biológicas         |                       | [ 10 ] |
| 2010 | Aldina Maria Prado Barral               | Ciências Biológicas         |                       |        |
| 2018 | Amilcar Tanuri                          | Ciências Biológicas         |                       | [ 6 ]  |
| 1996 | Almiro Blumenschein                     | Ciências Biológicas         |                       | [ 9 ]  |
| 2005 | Ana Maria de Lauro Castrucci            | Ciências Biológicas         |                       |        |
| 1996 | Ângelo Barbosa Monteiro Machado         | Ciências Biológicas         |                       | [ 9 ]  |
| 2000 | Anibal Eugenio Vercesi                  | Ciências Biológicas         |                       | [ 10 ] |
| 1995 | Antonio Cechelli de Mattos Paiva        | Ciências Biológicas         |                       | [ 11 ] |
| 2000 | Antônio Rodrigues Cordeiro              | Ciências Biológicas         |                       | [ 10 ] |
| 2005 | Ariane Luna Peixoto                     | Ciências Biológicas         |                       |        |
| 2002 | Artur Beltrame Ribeiro                  | Ciências Biológicas         |                       |        |
| 2018 | Carlos Alexandre Netto                  | Ciências Biológicas         |                       | [ 6 ]  |
| 2007 | Carlos Frederico Martins Menck          | Ciências Biológicas         |                       |        |
| 2002 | Cláudio Augusto Machado Sampaio         | Ciências Biológicas         |                       |        |
| 2009 | Carlos Mauricio de Figueiredo Antunes   | Ciências Biológicas         |                       |        |
| 2018 | Celina Turchi                           | Ciências Biológicas         |                       | [ 6 ]  |
| 2000 | Darcy Fontoura de Almeida               | Ciências Biológicas         |                       | [ 10 ] |
| 2010 | Débora Foguel                           | Ciências Biológicas         |                       |        |
| 2006 | Diogo Onofre Gomes de Souza             | Ciências Biológicas         |                       | [ 5 ]  |
| 2002 | Durval Rosa Borges                      | Ciências Biológicas         |                       |        |
| 2005 | Eder Carlos Rocha Quintão               | Ciências Biológicas         |                       |        |
| 2010 | Eduardo Caldeira                        | Ciências Biológicas         |                       |        |
| 2005 | Edgar Marcelino de Carvalho Filho       | Ciências Biológicas         |                       |        |
| 1995 | Edson Xavier Albuquerque                | Ciências Biológicas         |                       | [ 11 ] |
| 2005 | Eliane Volchan                          | Ciências Biológicas         |                       |        |
| 2002 | Elibio Leopoldo Rech Filho              | Ciências Biológicas         |                       |        |
| 2004 | Eliezer Jesus de Lacerda Barreiro       | Ciências Biológicas         |                       | [ 7 ]  |
| 2000 | Eloi de Souza Garcia                    | Ciências Biológicas         |                       | [ 10 ] |
| 2006 | Fábio de Melo Sene                      | Ciências Biológicas         |                       | [ 5 ]  |
| 2002 | Fernando de Castro Reinach              | Ciências Biológicas         |                       | [ 12 ] |
| 1998 | Fernando Garcia de Mello                | Ciências Biológicas         |                       | [ 8 ]  |
| 2002 | Flávio Moscardi                         | Ciências Biológicas         |                       |        |
| 2000 | Francisco Lacaz de Moraes Vieira        | Ciências Biológicas         |                       | [ 10 ] |
| 2000 | Frederico Guilherme Graeff              | Ciências Biológicas         |                       | [ 10 ] |
| 2002 | George Alexandre dos Reis               | Ciências Biológicas         |                       |        |
| 1998 | Gilberto Mendes de Oliveira Castro      | Ciências Biológicas         |                       | [ 8 ]  |
| 2002 | Glauce Socorro de Barros Viana          | Ciências Biológicas         |                       |        |
| 1998 | Guilherme Suarez-Kurtz                  | Ciências Biológicas         |                       |        |
| 2007 | Hector Nicolas Seuánez Abreu            | Ciências Biológicas         |                       |        |
| 2002 | Helena Bonciani Nader                   | Ciências Biológicas         |                       | [ 12 ] |
| 2004 | Henrique Krieger                        | Ciências Biológicas         |                       | [ 7 ]  |
| 1995 | Herman Lent                             | Ciências Biológicas         |                       | [ 11 ] |
| 1995 | Hiss Martins Ferreira                   | Ciências Biológicas         |                       | [ 11 ] |
| 2002 | Horácio Schneider                       | Ciências Biológicas         |                       |        |
| 2002 | Hugo Aguirre Armelin                    | Ciências Biológicas         |                       |        |
| 2004 | Isaac Roitman                           | Ciências Biológicas         |                       | [ 7 ]  |
| 1995 | Ivan da Mota e Albuquerque              | Ciências Biológicas         |                       | [ 11 ] |
| 2002 | Jerson Lima Silva                       | Ciências Biológicas         |                       |        |
| 2002 | João Batista Calixto                    | Ciências Biológicas         |                       |        |
| 2006 | João Carlos Pinto Dias                  | Ciências Biológicas         |                       | [ 5 ]  |
| 2018 | José Alexandre Felizola Diniz Filho     | Ciências Biológicas         |                       | [ 6 ]  |
| 2006 | José Maria Barbosa Filho                | Ciências Biológicas         |                       | [ 5 ]  |
| 2006 | José Roberto Lambertucci                | Ciências Biológicas         |                       | [ 5 ]  |
| 2002 | José Roberto Postali Parra              | Ciências Biológicas         |                       |        |
| 2002 | José Rodrigues Coura                    | Ciências Biológicas         |                       | [ 12 ] |
| 2002 | Leda Cristina Santana Mendonça-Hagler   | Ciências Biológicas         |                       | [ 12 ] |
| 1998 | Leny Alves Cavalcante                   | Ciências Biológicas         |                       | [ 8 ]  |
| 2002 | Lewis Joel Greene                       | Ciências Biológicas         |                       | [ 12 ] |
| 2002 | Lucia Mendonça Previato                 | Ciências Biológicas         |                       | [ 12 ] |
| 2000 | Lúcia Willadino Braga                   | Ciências Biológicas         |                       | [ 10 ] |
| 2005 | Luiz Carlos de Lima Silveira            | Ciências Biológicas         |                       |        |
| 1995 | Luiz Carlos Uchôa Junqueira             | Ciências Biológicas         |                       | [ 11 ] |
| 2018 | Luiz Drude de Lacerda                   | Ciências Biológicas         |                       | [ 6 ]  |
| 2006 | Luiz Eugênio Araújo de Moraes Mello     | Ciências Biológicas         |                       | [ 5 ]  |
| 2007 | Luiz Juliano Neto                       | Ciências Biológicas         |                       |        |
| 1996 | Luiz Rodolpho Raja Gabaglia Travassos   | Ciências Biológicas         |                       | [ 9 ]  |
| 2002 | Manassés Claudino Fonteles              | Ciências Biológicas         |                       |        |
| 2002 | Manoel Barral Netto                     | Ciências Biológicas         |                       | [ 12 ] |
| 2010 | Manoel Odorico de Moraes Filho          | Ciências Biológicas         |                       |        |
| 1998 | Marcello André Barcinski                | Ciências Biológicas         |                       | [ 8 ]  |
| 2006 | Marco Antonio Zago                      | Ciências Biológicas         |                       |        |
| 1998 | Marcos Antonio Machado                  | Ciências Biológicas         |                       | [ 8 ]  |
| 2005 | Marcus Vinicius Gomez                   | Ciências Biológicas         |                       |        |
| 2018 | Maria Inês Schmidt                      | Ciências Biológicas         |                       | [ 6 ]  |
| 2002 | Maria Lucia Absy                        | Ciências Biológicas         |                       |        |
| 1998 | Maria Marques                           | Ciências Biológicas         |                       | [ 8 ]  |
| 2007 | Mario José Abdalla Saad                 | Ciências Biológicas         |                       |        |
| 2009 | Mauro Martins Teixeira                  | Ciências Biológicas         |                       |        |
| 2002 | Metry Bacila                            | Ciências Biológicas         |                       |        |
| 1998 | Moacyr Maestri                          | Ciências Biológicas         |                       | [ 8 ]  |
| 2004 | Nanuza Luiza de Menezes                 | Ciências Biológicas         |                       | [ 7 ]  |
| 2002 | Nestor Schor                            | Ciências Biológicas         |                       | [ 12 ] |
| 2010 | Paulo Antônio de Souza Mourão           | Ciências Biológicas         |                       |        |
| 2009 | Paulo Hilário Saldiva                   | Ciências Biológicas         |                       |        |
| 2007 | Paulo Sérgio Lacerda Beirão             | Ciências Biológicas         |                       |        |
| 2008 | Paulo Marcos Zech Coelho                | Ciências Biológicas         |                       |        |
| 2018 | Pedro Fernando da Costa Vasconcelos     | Ciências Biológicas         |                       | [ 6 ]  |
| 2018 | Philip Martin Fearnside                 | Ciências Biológicas         |                       | [ 6 ]  |
| 2002 | Protásio Lemos da Luz                   | Ciências Biológicas         |                       |        |
| 1998 | Renato Hélios Migliorini                | Ciências Biológicas         |                       | [ 8 ]  |
| 2002 | Reynaldo Luiz Victória                  | Ciências Biológicas         |                       |        |
| 2006 | Ricardo Ribeiro dos Santos              | Ciências Biológicas         |                       | [ 5 ]  |
| 2007 | Ricardo Gazzinelli                      | Ciências Biológicas         |                       |        |
| 1996 | Ricardo Gattass                         | Ciências Biológicas         |                       | [ 9 ]  |
| 2009 | Roberto Germano Costa                   | Ciências Biológicas         |                       |        |
| 2007 | Roberto Giugliani                       | Ciências Biológicas         |                       |        |
| 2000 | Roberto Lent                            | Ciências Biológicas         |                       | [ 10 ] |
| 2002 | Roland Vencovsky                        | Ciências Biológicas         |                       |        |
| 2006 | Rosália Mendez-Otero                    | Ciências Biológicas         |                       | [ 5 ]  |
| 2002 | Rubens Belfort Mattos Junior            | Ciências Biológicas         |                       |        |
| 2002 | Rui Monteiro de Barros Maciel           | Ciências Biológicas         |                       |        |
| 1996 | Ruy de Araújo Caldas                    | Ciências Biológicas         |                       | [ 9 ]  |
| 2006 | Samuel Goldenberg                       | Ciências Biológicas         |                       | [ 5 ]  |
| 2018 | Sara Teresinha Olalla Saad              | Ciências Biológicas         |                       | [ 6 ]  |
| 2008 | Sergio Olavo Pinto da Costa             | Ciências Biológicas         |                       |        |
| 2004 | Sérgio Teixeira Ferreira                | Ciências Biológicas         |                       | [ 7 ]  |
| 2006 | Sergio Verjovski-Almeida                | Ciências Biológicas         |                       | [ 5 ]  |
| 2002 | Shirley Schreier                        | Ciências Biológicas         |                       |        |
| 1998 | Sonia Dietrich                          | Ciências Biológicas         |                       | [ 8 ]  |
| 2002 | Ulysses Fagundes Neto                   | Ciências Biológicas         |                       | [ 12 ] |
| 2002 | Vivaldo Moura Neto                      | Ciências Biológicas         |                       |        |
| 2007 | Wagner Farid Gattaz                     | Ciências Biológicas         |                       |        |
| 2002 | Walter Araujo Zin                       | Ciências Biológicas         |                       |        |
| 2021 | Welvis Felipe Fernandes Castilheiro     | Ciências Biológicas         |                       |        |
| 1996 | Willy Beçak                             | Ciências Biológicas         |                       | [ 9 ]  |
| 1995 | Wilmar Dias da Silva                    | Ciências Biológicas         |                       | [ 11 ] |
| 2004 | Bernardo Beiguelman                     | Ciências Biológicas         |                       | [ 7 ]  |
| 1995 | Carlos Ribeiro Diniz                    | Ciências Biológicas         |                       | [ 11 ] |
| 1998 | Clovis Teixeira                         | Ciências Biológicas         |                       | [ 8 ]  |
| 2002 | Conceição Ribeiro da Silva Machado      | Ciências Biológicas         |                       | [ 12 ] |
| 1996 | Eduardo Penna Franca                    | Ciências Biológicas         |                       | [ 9 ]  |
| 1995 | Fernando Braga Ubatuba                  | Ciências Biológicas         |                       | [ 11 ] |
| 1995 | Luiz Fernando Gouvêa Labouriau          | Ciências Biológicas         |                       | [ 11 ] |
| 1995 | Marcos Luiz dos Mares Guia              | Ciências Biológicas         |                       | [ 11 ] |
| 1998 | Mario Ulysses Vianna Dias               | Ciências Biológicas         |                       | [ 8 ]  |
| 2005 | Naíde Regueira Teodósio                 | Ciências Biológicas         |                       |        |
|      | Alvaro Toubes Prata                     | Ciências de Engenharia      |                       |        |
| 2006 | Antonio Luz Furtado                     | Ciências de Engenharia      |                       | [ 5 ]  |
|      | Antonio Marcus Nogueira Lima            | Ciências de Engenharia      |                       |        |
|      | Carlos Alberto Schneider                | Ciências de Engenharia      |                       |        |
| 2018 | Carlos Ricardo Soccol                   | Ciências de Engenharia      |                       | [ 6 ]  |
| 2018 | Celso da Cruz Carneiro Ribeiro          | Ciências de Engenharia      |                       | [ 6 ]  |
|      | Clovis Maliska                          | Ciências de Engenharia      |                       |        |
|      | Edson Hirokazu Watanabe                 | Ciências de Engenharia      |                       |        |
| 1996 | Eduardo Galvão Moura Jardim             | Ciências de Engenharia      |                       | [ 9 ]  |
|      | Eggon João da Silva                     | Ciências de Engenharia      |                       |        |
| 2000 | Eloi Fernández y Fernández              | Ciências de Engenharia      |                       | [ 10 ] |
|      | Ergílio Cláudio-da-Silva Jr.            | Ciências de Engenharia      |                       |        |
|      | Ernesto Heinzelmann                     | Ciências de Engenharia      |                       |        |
|      | Fernando Cosme Rizzo Assunção           | Ciências de Engenharia      |                       |        |
|      | Fernando Luiz Bastian                   | Ciências de Engenharia      |                       |        |
| 2008 | Glaucius Oliva                          | Ciências de Engenharia      |                       |        |
|      | Giulio Massarani                        | Ciências de Engenharia      |                       |        |
| 2002 | Hans Ingo Weber                         | Ciências de Engenharia      |                       | [ 12 ] |
|      | Helio Waldman                           | Ciências de Engenharia      |                       |        |
| 1996 | Jayme Boscov                            | Ciências de Engenharia      |                       | [ 9 ]  |
| 2006 | Jayme Luiz Szwarcfiter                  | Ciências de Engenharia      |                       | [ 5 ]  |
| 1998 | Jerzy Zbigniew Leopold Lepecki          | Ciências de Engenharia      |                       | [ 8 ]  |
| 1996 | José Corgosinho de Carvalho Filho       | Ciências de Engenharia      |                       | [ 9 ]  |
| 2018 | José Roberto Boisson de Marca           | Ciências de Engenharia      |                       | [ 6 ]  |
|      | João Fernando Gomes de Oliveira         | Ciências de Engenharia      |                       |        |
| 2004 | Leonardo Goldstein Junior               | Ciências de Engenharia      |                       | [ 7 ]  |
| 2004 | Liu Hsu                                 | Ciências de Engenharia      |                       | [ 7 ]  |
|      | Luiz Pereira Calôba                     | Ciências de Engenharia      |                       |        |
| 2000 | Marcelo Gattass                         | Ciências de Engenharia      |                       | [ 10 ] |
|      | Marcio Murad                            | Ciências de Engenharia      |                       |        |
|      | Maria de Lourdes Florencio dos Santos   | Ciências de Engenharia      |                       |        |
| 1998 | Mário Jorge Ferreira Braga              | Ciências de Engenharia      |                       | [ 8 ]  |
| 1995 | Milton Vargas                           | Ciências de Engenharia      |                       | [ 11 ] |
| 2000 | Nelson Francisco Favilla Ebecken        | Ciências de Engenharia      |                       | [ 10 ] |
| 1996 | Nelson Luiz de Sousa Pinto              | Ciências de Engenharia      |                       | [ 9 ]  |
| 2002 | Nelson Maculan Filho                    | Ciências de Engenharia      |                       | [ 12 ] |
| 2000 | Raúl Antonino Feijóo                    | Ciências de Engenharia      |                       | [ 10 ] |
| 1998 | Renato Carlson                          | Ciências de Engenharia      |                       | [ 8 ]  |
|      | Renato Machado Cotta                    | Ciências de Engenharia      |                       |        |
| 2002 | Rex Nazaré Alves                        | Ciências de Engenharia      |                       | [ 12 ] |
|      | Rubens Sampaio Filho                    | Ciências de Engenharia      |                       |        |
|      | Teresa Ludermir                         | Ciências de Engenharia      |                       |        |
|      | Tharcisio Damy de Souza Santos          | Ciências de Engenharia      |                       |        |
|      | Vahan Agopyan                           | Ciências de Engenharia      |                       |        |
|      | Valder Steffen Jr.                      | Ciências de Engenharia      |                       |        |
| 2006 | Virgilio Augusto Fernandes Almeida      | Ciências de Engenharia      |                       | [ 5 ]  |
|      | Virgínia Sampaio Teixeira Ciminelli     | Ciências de Engenharia      |                       |        |
| 1998 | Waldimir Pirró e Longo                  | Ciências de Engenharia      |                       | [ 8 ]  |
| 1998 | Witold Piotr Stefan Lepecki             | Ciências de Engenharia      |                       | [ 8 ]  |
|      | Wolney Edirley Gonçalves Betiol         | Ciências de Engenharia      |                       |        |
|      | Yoshiko Wakabayashi                     | Ciências de Engenharia      |                       |        |
| 2004 | Francisco Romeu Landi (post-mortem)     | Ciências de Engenharia      |                       | [ 7 ]  |
| 1996 | Juarez Távora Veado                     | Ciências de Engenharia      |                       | [ 9 ]  |
| 2017 | Fernando Luiz Bastian                   | Ciências de Engenharia      |                       |        |
|      | Alexander Wilhelm Armin Kellner         | Ciências da Terra           |                       |        |
| 1996 | Alcides Nóbrega Sial                    | Ciências da Terra           |                       | [ 9 ]  |
|      | Aroldo Misi                             | Ciências da Terra           |                       |        |
| 1996 | Carlos Afonso Nobre                     | Ciências da Terra           |                       | [ 9 ]  |
| 2004 | Carlos Clemente Cerri                   | Ciências da Terra           |                       | [ 7 ]  |
| 2002 | Celso de Barros Gomes                   | Ciências da Terra           |                       | [ 12 ] |
| 2000 | Diógenes de Almeida Campos              | Ciências da Terra           |                       | [ 10 ] |
|      | Gervásio Annes Degrazia                 | Ciências da Terra           |                       |        |
| 1998 | Igor Ivory Gil Pacca                    | Ciências da Terra           |                       | [ 8 ]  |
| 1995 | José Moacyr Vianna Coutinho             | Ciências da Terra           |                       | [ 11 ] |
|      | João Batista Corrêa da Silva            | Ciências da Terra           |                       |        |
| 1995 | João José Bigarella                     | Ciências da Terra           |                       | [ 11 ] |
| 2018 | Jefferson Cardia Simões                 | Ciências da Terra           |                       | [ 6 ]  |
| 1998 | Kenitiro Suguio                         | Ciências da Terra           |                       | [ 8 ]  |
|      | Luis de Oliveira Castro                 | Ciências da Terra           |                       |        |
|      | Maria Assunção Faus da Silva Dias       | Ciências da Terra           |                       |        |
| 2018 | Marcio de Castro Silva Filho            | Ciências da Terra           |                       | [ 6 ]  |
| 2018 | Mercedes Bustamante                     | Ciências da Terra           |                       | [ 6 ]  |
| 2018 | Niro Higuchi                            | Ciências da Terra           |                       | [ 6 ]  |
| 2002 | Paulo Milton Barbosa Landim             | Ciências da Terra           |                       | [ 12 ] |
|      | Pedro Leite da Silva Dias               | Ciências da Terra           |                       |        |
| 2002 | Reinhardt Adolfo Fuck                   | Ciências da Terra           |                       | [ 12 ] |
|      | Roberto Dall'Agnol                      | Ciências da Terra           |                       |        |
|      | Rudolph Allard Johannes Trouw           | Ciências da Terra           |                       |        |
| 1998 | Setembrino Petri                        | Ciências da Terra           |                       | [ 8 ]  |
| 2018 | Valderez Pinto Ferreira                 | Ciências da Terra           |                       | [ 6 ]  |
|      | Wilson Teixeira                         | Ciências da Terra           |                       |        |
|      | Abraham Hirsz Zimerman                  | Ciências Físicas            |                       |        |
| 2006 | Adalberto Fazzio                        | Ciências Físicas            |                       | [ 5 ]  |
| 1996 | Adalberto Vasquez                       | Ciências Físicas            |                       | [ 9 ]  |
| 2018 | Ado Jorio de Vasconcelos                | Ciências Físicas            |                       | [ 6 ]  |
| 1995 | Alberto Franco de Sá Santoro            | Ciências Físicas            |                       | [ 11 ] |
| 1996 | Alberto Passos Guimarães Filho          | Ciências Físicas            |                       | [ 9 ]  |
| 2002 | Alfredo Miguel Ozorio de Almeida        | Ciências Físicas            |                       | [ 12 ] |
|      | Anderson Gomes                          | Ciências Físicas            |                       |        |
| 1998 | Antônio Cesar Olinto de Oliveira        | Ciências Físicas            |                       | [ 8 ]  |
| 1995 | Antonio Fernando Ribeiro de Toledo Piza | Ciências Físicas            |                       | [ 11 ] |
| 2018 | Antonio Gomes de Souza Filho            | Ciências Físicas            |                       | [ 6 ]  |
| 2018 | Antonio José Roque da Silva             | Ciências Físicas            |                       | [ 6 ]  |
|      | Antonio Ricardo Droher Rodrigues        | Ciências Físicas            |                       |        |
|      | Aquilino Senra Martinez                 | Ciências Físicas            |                       |        |
|      | Beatriz Leonor Silveira Barbuy          | Ciências Físicas            |                       |        |
|      | Belita Koiller                          | Ciências Físicas            |                       |        |
|      | Celso Pinto de Melo                     | Ciências Físicas            |                       |        |
| 1998 | Cid Bartolomeu de Araújo                | Ciências Físicas            |                       | [ 8 ]  |
| 2004 | Constantino Tsallis                     | Ciências Físicas            |                       | [ 7 ]  |
| 1998 | Cylon Eudóxio Tricot Gonçalves da Silva | Ciências Físicas            |                       | [ 8 ]  |
|      | Eduardo Cantera Marino                  | Ciências Físicas            |                       |        |
| 2000 | Erasmo Madureira Ferreira               | Ciências Físicas            |                       | [ 10 ] |
|      | Ernst Wolfgang Hamburger                | Ciências Físicas            |                       |        |
|      | Francisco Antonio Bezerra Coutinho      | Ciências Físicas            |                       |        |
| 1995 | Gerhard Jacob                           | Ciências Físicas            |                       | [ 11 ] |
| 1998 | Helion Vargas                           | Ciências Físicas            |                       | [ 8 ]  |
| 1998 | Humberto Siqueira Brandi                | Ciências Físicas            |                       | [ 8 ]  |
|      | Jarbas Caiado de Castro Neto            | Ciências Físicas            |                       |        |
|      | Jean Pierre von der Weid                | Ciências Físicas            |                       |        |
| 2000 | João Alziro Herz da Jornada             | Ciências Físicas            |                       | [ 10 ] |
| 1996 | João Carlos Costa dos Anjos             | Ciências Físicas            |                       | [ 9 ]  |
|      | João E. Steiner                         | Ciências Físicas            |                       |        |
|      | José d’Albuquerque e Castro             | Ciências Físicas            |                       |        |
| 1998 | José Ellis Ripper Filho                 | Ciências Físicas            |                       | [ 8 ]  |
| 2006 | José Roberto Rios Leite                 | Ciências Físicas            |                       | [ 5 ]  |
|      | Josué Mendes Filho                      | Ciências Físicas            |                       |        |
|      | Lindberg Lima Gonçalves                 | Ciências Físicas            |                       |        |
| 2006 | Lívio Amaral                            | Ciências Físicas            |                       | [ 5 ]  |
|      | Luiz Nunes de Oliveira                  | Ciências Físicas            |                       |        |
|      | Marcelo Knobel                          | Ciências Físicas            |                       |        |
| 2018 | Márcia Barbosa                          | Ciências Físicas            |                       | [ 6 ]  |
|      | Marcos Pimenta                          | Ciências Físicas            |                       |        |
| 1995 | Milton Ferreira de Souza                | Ciências Físicas            |                       | [ 11 ] |
|      | Nicim Zagury                            | Ciências Físicas            |                       |        |
|      | Paulo Eduardo Artaxo Netto              | Ciências Físicas            |                       |        |
| 1995 | Ramayana Gazzinelli                     | Ciências Físicas            |                       | [ 11 ] |
|      | Ricardo Schwartz Schor                  | Ciências Físicas            |                       |        |
| 1995 | Roberto Salmeron                        | Ciências Físicas            |                       | [ 11 ] |
|      | Roberto Bechara Muniz                   | Ciências Físicas            |                       |        |
|      | Roland Köberle                          | Ciências Físicas            |                       |        |
| 1998 | Silvio Roberto de Azevedo Salinas       | Ciências Físicas            |                       | [ 8 ]  |
| 2018 | Sylvio Roberto Accioly Canuto           | Ciências Físicas            |                       | [ 6 ]  |
| 2018 | Thaisa Storchi Bergmann                 | Ciências Físicas            |                       | [ 6 ]  |
|      | Vanderlei Salvador Bagnato              | Ciências Físicas            |                       |        |
| 2004 | José Roberto Leite (post-mortem)        | Ciências Físicas            |                       | [ 7 ]  |
|      | Abimael Fernando Dourado Loula          | Ciências Matemáticas        |                       |        |
|      | Alcides Lins Neto                       | Ciências Matemáticas        |                       |        |
|      | Alfredo Noel Iusem                      | Ciências Matemáticas        |                       |        |
| 2006 | André Nachbin                           | Ciências Matemáticas        |                       | [ 5 ]  |
| 2004 | Arnaldo Leite Pinto Garcia              | Ciências Matemáticas        |                       | [ 7 ]  |
| 2002 | Aron Simis                              | Ciências Matemáticas        |                       | [ 12 ] |
|      | Artur Oscar Lopes                       | Ciências Matemáticas        |                       |        |
| 1998 | Celso José da Costa                     | Ciências Matemáticas        |                       | [ 8 ]  |
| 1998 | Chaim Samuel Hönig                      | Ciências Matemáticas        |                       | [ 8 ]  |
|      | Claudio Landim                          | Ciências Matemáticas        |                       |        |
| 2002 | Clóvis Caesar Gonzaga                   | Ciências Matemáticas        |                       | [ 12 ] |
|      | Dan Marchesin                           | Ciências Matemáticas        |                       |        |
| 1995 | Elon Lages Lima                         | Ciências Matemáticas        |                       | [ 13 ] |
|      | Enrique Pujals                          | Ciências Matemáticas        |                       |        |
|      | Gauss M. Cordeiro                       | Ciências Matemáticas        |                       |        |
|      | Helena Lopes                            | Ciências Matemáticas        |                       |        |
|      | Hilário Alencar da Silva                | Ciências Matemáticas        |                       |        |
|      | Israel Vainsencher                      | Ciências Matemáticas        |                       |        |
|      | João Marcos Bezerra do Ó                | Ciências Matemáticas        |                       |        |
| 1995 | João Lucas Marques Barbosa              | Ciências Matemáticas        |                       | [ 11 ] |
| 2018 | José Mario Martínez Pérez               | Ciências Matemáticas        |                       |        |
| 1996 | Keti Tenenblat                          | Ciências Matemáticas        |                       | [ 9 ]  |
|      | Luiz Velho                              | Ciências Matemáticas        |                       |        |
|      | Manoel Lemos                            | Ciências Matemáticas        |                       |        |
|      | Marcio Gomes Soares                     | Ciências Matemáticas        |                       |        |
| 2004 | Marco Antonio Raupp                     | Ciências Matemáticas        |                       | [ 7 ]  |
| 2006 | Marcos Dajczer                          | Ciências Matemáticas        |                       | [ 5 ]  |
|      | Maria Aparecida Soares Ruas             | Ciências Matemáticas        |                       |        |
|      | Maria José Pacifico                     | Ciências Matemáticas        |                       |        |
|      | Maria Laura Moura Mouzinho Leite Lopes  | Ciências Matemáticas        |                       |        |
| 2018 | Paolo Piccione                          | Ciências Matemáticas        |                       | [ 6 ]  |
| 2002 | Paulo Domingos Cordaro                  | Ciências Matemáticas        |                       | [ 12 ] |
| 1995 | Renato de Azevedo Tribuzy               | Ciências Matemáticas        |                       | [ 11 ] |
|      | Ruy Exel Filho                          | Ciências Matemáticas        |                       |        |
|      | Said Najati Sidki                       | Ciências Matemáticas        |                       |        |
|      | Suely Druck                             | Ciências Matemáticas        |                       |        |
|      | Yuan Jinyun                             | Ciências Matemáticas        |                       |        |
| 1995 | Cândido Lima da Silva Dias              | Ciências Matemáticas        |                       | [ 11 ] |
|      | Carlos Teobaldo Gutierrez Vidalon       | Ciências Matemáticas        |                       |        |
|      | Ademir Neves                            | Ciências Químicas           |                       |        |
|      | Afrânio Aragão Craveiro                 | Ciências Químicas           |                       |        |
| 1996 | Anita Dolly Panek                       | Ciências Químicas           |                       | [ 9 ]  |
|      | Antonio Celso Spinola                   | Ciências Químicas           |                       |        |
|      | Benício de Barros Neto                  | Ciências Químicas           |                       |        |
| 1995 | Carlos Alberto Lombardi Filgueiras      | Ciências Químicas           |                       | [ 11 ] |
| 2004 | Cláudio Costa Neto                      | Ciências Químicas           |                       | [ 7 ]  |
| 2006 | Donato Alexandre Gomes Aranda           | Ciências Químicas           |                       | [ 5 ]  |
| 2006 | Edgar Dutra Zanotto                     | Ciências Químicas           |                       | [ 5 ]  |
| 2002 | Elias Ayres Guidetti Zagatto            | Ciências Químicas           |                       | [ 12 ] |
| 2018 | Elson Longo da Silva                    | Ciências Químicas           |                       | [ 6 ]  |
| 2004 | Etelvino José Henriques Bechara         | Ciências Químicas           |                       | [ 7 ]  |
|      | Faruk José Nome Aguilera                | Ciências Químicas           |                       |        |
|      | Francisco Radler de Aquino              | Ciências Químicas           |                       |        |
| 2018 | Heloisa de Oliveira Beraldo             | Ciências Químicas           |                       | [ 6 ]  |
| 2002 | Henrique Eisi Toma                      | Ciências Químicas           |                       | [ 12 ] |
|      | Ivano Gebhardt Rolf Gutz                | Ciências Químicas           |                       |        |
| 1998 | Jailson Bittencourt de Andrade          | Ciências Químicas           |                       | [ 8 ]  |
|      | João Valdir Comasseto                   | Ciências Químicas           |                       |        |
| 1996 | José Ferreira Fernandes                 | Ciências Químicas           |                       | [ 9 ]  |
|      | Lauro Tatsuo Kubota                     | Ciências Químicas           | Unicamp               | [ 14 ] |
|      | Luiz Carlos Dias                        | Ciências Químicas           |                       |        |
|      | Marcia Laudelina Arruda Temperini       | Ciências Químicas           |                       |        |
|      | Maria Domingues Vargas                  | Ciências Químicas           |                       |        |
|      | Marco Antonio Chaer do Nascimento       | Ciências Químicas           |                       |        |
|      | Marco-Aurelio De Paoli                  | Ciências Químicas           | Unicamp               | [ 14 ] |
|      | Marcos Nogueira Eberlin                 | Ciências Químicas           | Unicamp               | [ 14 ] |
| 2006 | Ohara Augusto                           | Ciências Químicas           |                       | [ 5 ]  |
|      | Omar Abdel Moneim Abou El Seoud         | Ciências Químicas           |                       |        |
| 2018 | Oscar Manuel Loureiro Malta             | Ciências Químicas           |                       | [ 6 ]  |
| 1998 | Oswaldo Sala                            | Ciências Químicas           |                       | [ 8 ]  |
|      | Paulo Anselmo Ziani Suarez              | Ciências Químicas           |                       |        |
|      | Paulo Arruda                            | Ciências Químicas           |                       |        |
|      | Paulo Sérgio Santos                     | Ciências Químicas           |                       |        |
| 2000 | Raimundo Braz Filho                     | Ciências Químicas           |                       | [ 10 ] |
| 2006 | Ronaldo Aloise Pilli                    | Ciências Químicas           | Unicamp               | [ 5 ]  |
| 2018 | Sérgio Luís Costa Ferreira              | Ciências Químicas           |                       | [ 6 ]  |
|      | Walter Ribeiro Terra                    | Ciências Químicas           |                       |        |
| 2018 | Vanderlan da Silva Bolzani              | Ciências Químicas           |                       | [ 6 ]  |
|      | Vitor Francisco Ferreira                | Ciências Químicas           |                       |        |
| 2004 | Blanka Wladislaw                        | Ciências Químicas           |                       | [ 7 ]  |
| 1995 | Ernesto Giesbrecht                      | Ciências Químicas           |                       | [ 11 ] |
|      | Oswaldo Luiz Alves                      | Ciências Químicas           | Unicamp               | [ 14 ] |
|      | Alba Zaluar                             | Ciências Sociais e Humanas  |                       |        |
|      | Alberto da Costa e Silva                | Ciências Sociais e Humanas  |                       |        |
| 2002 | Alzira Alves de Abreu                   | Ciências Sociais e Humanas  |                       | [ 12 ] |
| 2002 | Ana Lucia Almeida Gazzola               | Ciências Sociais e Humanas  |                       | [ 12 ] |
| 2004 | Ana Mae Tavares Bastos Barbosa          | Ciências Sociais e Humanas  |                       | [ 7 ]  |
| 2002 | Ana Maria Fernandes                     | Ciências Sociais e Humanas  |                       | [ 12 ] |
| 2006 | Ângela Maria de Castro Gomes            | Ciências Sociais e Humanas  |                       | [ 5 ]  |
|      | Antonio Mitre                           | Ciências Sociais e Humanas  |                       |        |
|      | Bertha Koiffmann Becker                 | Ciências Sociais e Humanas  |                       |        |
|      | Betty Mindlin                           | Ciências Sociais e Humanas  |                       |        |
| 2002 | Boris Fausto                            | Ciências Sociais e Humanas  |                       | [ 12 ] |
| 2004 | Carlos Alberto Vogt                     | Ciências Sociais e Humanas  |                       | [ 7 ]  |
| 1998 | Carlos Rodrigues Brandão                | Ciências Sociais e Humanas  |                       | [ 8 ]  |
|      | Eduardo Rios Neto                       | Ciências Sociais e Humanas  |                       |        |
| 2002 | Eunice Ribeiro Durham                   | Ciências Sociais e Humanas  |                       | [ 12 ] |
|      | Gláucio Ary Dillon Soares               | Ciências Sociais e Humanas  |                       |        |
|      | Helgio Trindade                         | Ciências Sociais e Humanas  |                       |        |
| 1998 | Isnard Garcia de Freitas                | Ciências Sociais e Humanas  |                       | [ 8 ]  |
| 2004 | João José Reis                          | Ciências Sociais e Humanas  |                       | [ 7 ]  |
|      | João Luís Fragoso                       | Ciências Sociais e Humanas  |                       |        |
|      | José Alberto Magno de Carvalho          | Ciências Sociais e Humanas  |                       |        |
|      | José Reinaldo de Lima                   | Ciências Sociais e Humanas  |                       |        |
|      | Julio Cezar Melatti                     | Ciências Sociais e Humanas  |                       |        |
|      | Laura Mello e Souza                     | Ciências Sociais e Humanas  |                       |        |
| 1996 | Leôncio Martins Rodrigues               | Ciências Sociais e Humanas  |                       | [ 9 ]  |
|      | Leslie Bethell                          | Ciências Sociais e Humanas  |                       |        |
|      | Lília Moritz Schwarcz                   | Ciências Sociais e Humanas  |                       |        |
| 2002 | Lourdes Sola                            | Ciências Sociais e Humanas  |                       | [ 12 ] |
| 2002 | Luiz Felipe de Alencastro               | Ciências Sociais e Humanas  |                       | [ 12 ] |
|      | Luiz Fernando Dias Duarte               | Ciências Sociais e Humanas  |                       |        |
| 2002 | Manoel Correia de Oliveira Andrade      | Ciências Sociais e Humanas  |                       | [ 12 ] |
|      | Manolo Florentino                       | Ciências Sociais e Humanas  |                       |        |
|      | Margarida de Souza Neves                | Ciências Sociais e Humanas  |                       |        |
| 2006 | Maria Hermínia Tavares de Almeida       | Ciências Sociais e Humanas  |                       | [ 5 ]  |
| 2002 | Maria Manuela Ligeti Carneiro da Cunha  | Ciências Sociais e Humanas  |                       | [ 12 ] |
| 2004 | Marilena Chaui                          | Ciências Sociais e Humanas  |                       | [ 7 ]  |
| 2000 | Mariza Peirano                          | Ciências Sociais e Humanas  |                       | [ 10 ] |
| 1998 | Max Justo Guedes                        | Ciências Sociais e Humanas  |                       | [ 8 ]  |
| 2018 | Naercio Menezes Filho                   | Ciências Sociais e Humanas  |                       | [ 6 ]  |
| 1998 | Norma Góes Monteiro                     | Ciências Sociais e Humanas  |                       | [ 8 ]  |
|      | Paula Montero                           | Ciências Sociais e Humanas  |                       |        |
| 1996 | Paulo Sérgio Pinheiro                   | Ciências Sociais e Humanas  |                       | [ 9 ]  |
| 2006 | Peter Henry Fry                         | Ciências Sociais e Humanas  |                       | [ 5 ]  |
|      | Renato de Andrade Lessa                 | Ciências Sociais e Humanas  |                       |        |
| 1998 | Renato Janine Ribeiro                   | Ciências Sociais e Humanas  |                       | [ 8 ]  |
|      | Ricardo Paes de Barros                  | Ciências Sociais e Humanas  |                       |        |
|      | Roberto Kant de Lima                    | Ciências Sociais e Humanas  |                       |        |
| 1998 | Roque de Barros Laraia                  | Ciências Sociais e Humanas  |                       | [ 8 ]  |
| 2004 | Rosa Ester Rossini                      | Ciências Sociais e Humanas  |                       | [ 7 ]  |
|      | Ruben George Oliven                     | Ciências Sociais e Humanas  |                       |        |
| 2004 | Ruth Corrêa Leite Cardoso               | Ciências Sociais e Humanas  |                       | [ 7 ]  |
| 2006 | Sérgio França Adorno de Abreu           | Ciências Sociais e Humanas  |                       | [ 5 ]  |
|      | Sergio Miceli Pessôa de Barros          | Ciências Sociais e Humanas  |                       |        |
|      | Ulpiano Toledo Bezerra de Meneses       | Ciências Sociais e Humanas  |                       |        |
|      | Wilson Suzigan                          | Ciências Sociais e Humanas  |                       |        |
| 2002 | Yonne de Freitas Leite                  | Ciências Sociais e Humanas  |                       | [ 12 ] |
| 2002 | Wrana Maria Panizzi                     | Ciências Sociais e Humanas  |                       | <      |
| 1995 | Berta Gleizer Ribeiro                   | Ciências Sociais e Humanas  |                       | [ 11 ] |
| 1995 | Milton Almeida dos Santos               | Ciências Sociais e Humanas  |                       | [ 11 ] |
|      | Alberto Laender                         | Ciências Tecnológicas       |                       |        |
| 1996 | Alcídio Abrão                           | Ciências Tecnológicas       |                       | [ 9 ]  |
|      | Antonio Ibañez Ruiz                     | Ciências Tecnológicas       |                       |        |
|      | Augusto Cezar Alves Sampaio             | Ciências Tecnológicas       |                       |        |
|      | Cláudio Leonardo Lucchesi               | Ciências Tecnológicas       |                       |        |
|      | Eduardo Christo Silveira Thomaz         | Ciências Tecnológicas       |                       |        |
|      | Eduardo Moreira da Costa                | Ciências Tecnológicas       |                       |        |
|      | Eugenius Kaszkurewicz                   | Ciências Tecnológicas       |                       |        |
|      | Gilberto Câmara Neto                    | Ciências Tecnológicas       |                       |        |
| 2002 | Hans Gerhard Schorer                    | Ciências Tecnológicas       |                       | [ 12 ] |
|      | José Almir Cirillo                      | Ciências Tecnológicas       |                       |        |
|      | José Carlos Maldonado                   | Ciências Tecnológicas       |                       |        |
|      | José Cláudio Geromel                    | Ciências Tecnológicas       |                       |        |
| 1996 | José Paulo Silveira                     | Ciências Tecnológicas       |                       | [ 9 ]  |
|      | José Fernando Thomé Jucá                | Ciências Tecnológicas       |                       |        |
| 2002 | Margareth Spangler Andrade              | Ciências Tecnológicas       |                       | [ 12 ] |
|      | Mario Veiga Ferraz Pereira              | Ciências Tecnológicas       |                       |        |
|      | Nelson Martins                          | Ciências Tecnológicas       |                       |        |
|      | Nivio Ziviani                           | Ciências Tecnológicas       |                       |        |
| 1996 | Paulo Gazzinelli                        | Ciências Tecnológicas       |                       | [ 9 ]  |
| 1998 | Pedro José Diniz Figueiredo             | Ciências Tecnológicas       |                       | [ 8 ]  |
|      | Siang Wun Song                          | Ciências Tecnológicas       |                       |        |
| 1996 | Silvio Romero de Lemos Meira            | Ciências Tecnológicas       |                       | [ 9 ]  |
| 2002 | Tomasz Kowaltowski                      | Ciências Tecnológicas       |                       | [ 12 ] |
|      | Valmir Carneiro Barbosa                 | Ciências Tecnológicas       |                       |        |
| 2002 | Walmor Krause                           | Ciências Tecnológicas       |                       | [ 12 ] |
|      | Jorge Audy                              | Ciências Tecnológicas       |                       |        |
| 2000 | Adão Roberto Rodrigues Villaverde       | Personalidades nacionais    |                       | [ 10 ] |
| 1998 | Adélia Engrácia de Oliveira             | Personalidades nacionais    |                       | [ 8 ]  |
| 1998 | Afrânio Carvalho Aguiar                 | Personalidades nacionais    |                       | [ 8 ]  |
| 2002 | Albanita Viana de Oliveira              | Personalidades nacionais    |                       | [ 12 ] |
| 2004 | Alberto de Carvalho Peixoto de Azevedo  | Personalidades nacionais    |                       | [ 7 ]  |
|      | Alexandre Campello de Siqueira          | Personalidades nacionais    |                       |        |
|      | Alexandre Navarro Garcia                | Personalidades nacionais    |                       |        |
| 2002 | Alice Rangel de Paiva Abreu             | Personalidades nacionais    |                       | [ 12 ] |
|      | Amaro Henrique Pessoa Lins              | Personalidades nacionais    |                       |        |
| 2002 | Américo Martins Craveiro                | Personalidades nacionais    |                       | [ 12 ] |
| 1998 | Amilcar Figueira Ferrari                | Personalidades nacionais    |                       | [ 8 ]  |
| 1998 | Antônio Augusto Dayrell de Lima         | Personalidades nacionais    |                       | [ 8 ]  |
|      | Antonio Gervásio Colares                | Personalidades nacionais    |                       |        |
| 1998 | Antônio Maria Amazonas Mac Dowell       | Personalidades nacionais    |                       | [ 8 ]  |
| 2000 | Antonio Sérgio Pizarro Fragomeni        | Personalidades nacionais    |                       | [ 10 ] |
| 2004 | Ariano Suassuna                         | Personalidades nacionais    |                       | [ 7 ]  |
|      | Carlos Ganem                            | Personalidades nacionais    |                       |        |
|      | Carlos Tadeu da Costa Fraga             | Personalidades nacionais    |                       |        |
| 2000 | Cláudio José Marinho Lúcio              | Personalidades nacionais    |                       | [ 10 ] |
|      | Claudio Luiz Fróes Raeder               | Personalidades nacionais    |                       |        |
| 2018 | Francilene Procópio Garcia              | Personalidades nacionais    |                       | [ 6 ]  |
| 1996 | Francisco Ariosto Holanda               | Personalidades nacionais    |                       | [ 9 ]  |
| 1998 | Hélio Guedes de Campos Barros           | Personalidades nacionais    |                       | [ 8 ]  |
| 2002 | Henrique Gomes de Paiva Lins de Barros  | Personalidades nacionais    |                       | [ 12 ] |
| 1998 | Hermann Heinemann Wever                 | Personalidades nacionais    |                       | [ 8 ]  |
|      | Ildeu de Castro Moreira                 | Personalidades nacionais    |                       |        |
| 2002 | Ivan Moura Campos                       | Personalidades nacionais    |                       | [ 12 ] |
|      | Jacob Kligerman                         | Personalidades nacionais    |                       |        |
| 2004 | Jerson Kelman                           | Personalidades nacionais    |                       | [ 7 ]  |
|      | João Roberto Rodrigues                  | Personalidades nacionais    |                       |        |
|      | João Carlos Ferraz                      | Personalidades nacionais    |                       |        |
| 1996 | John Milne Albuquerque Forman           | Personalidades nacionais    |                       | [ 9 ]  |
| 2018 | Jorge Luis Nicolas Audy                 | Personalidades nacionais    |                       | [ 6 ]  |
| 2000 | José Augusto Guilhon de Albuquerque     | Personalidades nacionais    |                       | [ 10 ] |
|      | José Caricatti                          | Personalidades nacionais    |                       |        |
|      | José Ivonildo Rego                      | Personalidades nacionais    |                       |        |
|      | José Roberto Drugowich de Felício       | Personalidades nacionais    |                       |        |
| 1998 | José dos Prazeres Ferreira              | Personalidades nacionais    |                       | [ 8 ]  |
| 1996 | Lourival Carmo Monaco                   | Personalidades nacionais    |                       | [ 9 ]  |
| 2002 | Lucia Carvalho Pinto de Melo            | Personalidades nacionais    |                       | [ 12 ] |
| 1998 | Luiz Philippe da Costa Fernandes        | Personalidades nacionais    |                       | [ 8 ]  |
| 2018 | Luiz Roberto Liza Curi                  | Personalidades nacionais    |                       | [ 6 ]  |
|      | Lynaldo Cavalcanti de Albuquerque       | Personalidades nacionais    |                       |        |
| 1998 | Márcio Quintão Moreno                   | Personalidades nacionais    |                       | [ 8 ]  |
| 1998 | Marcionilo de Barros Lins               | Personalidades nacionais    |                       | [ 8 ]  |
| 1998 | Maria Aparecida Stalliviere Neves       | Personalidades nacionais    |                       | [ 8 ]  |
| 2002 | Maria Helena Guimarães de Castro        | Personalidades nacionais    |                       | [ 12 ] |
| 2002 | Maria Laura da Rocha                    | Personalidades nacionais    |                       | [ 12 ] |
| 2002 | Marilia Sardenberg Zelner Gonçalves     | Personalidades nacionais    |                       | [ 12 ] |
| 2002 | Mario Brockmann Machado                 | Personalidades nacionais    |                       | [ 12 ] |
| 2018 | Mario Neto Borges                       | Personalidades nacionais    |                       | [ 6 ]  |
| 2002 | Marisa Barbar Cassim                    | Personalidades nacionais    |                       | [ 12 ] |
| 2002 | Maurício Otávio Mendonça Jorge          | Personalidades nacionais    |                       | [ 12 ] |
|      | Odair Dias Gonçalves                    | Personalidades nacionais    |                       |        |
| 2004 | Oscar Soto Lorenzo Fernandez            | Personalidades nacionais    |                       | [ 7 ]  |
| 1998 | Oskar Klingl                            | Personalidades nacionais    |                       | [ 8 ]  |
| 1998 | Oswaldo Moreira Douat                   | Personalidades nacionais    |                       | [ 8 ]  |
| 1998 | Ozório José de Menezes Fonseca          | Personalidades nacionais    |                       | [ 8 ]  |
| 1998 | Paulo Alcântara Gomes                   | Personalidades nacionais    |                       | [ 8 ]  |
|      | Paulo de Góes Filho                     | Personalidades nacionais    |                       |        |
|      | Pedro Magalhães Guimarães Ferreira      | Personalidades nacionais    |                       |        |
| 1996 | Regina Weinberg                         | Personalidades nacionais    |                       | [ 9 ]  |
| 2002 | Sergio de Almeida Bruni                 | Personalidades nacionais    |                       | [ 12 ] |
|      | Silke Weber                             | Personalidades nacionais    |                       |        |
|      | Simone Henriqueta Cossetin Scholze      | Personalidades nacionais    |                       |        |
| 1998 | Stefan Bogdan Salej                     | Personalidades nacionais    |                       | [ 8 ]  |
| 2004 | Tânia Bacelar de Araújo                 | Personalidades nacionais    |                       | [ 7 ]  |
|      | Charles Roland Clement                  | Personalidades estrangeiras |                       |        |
| 1996 | Eduardo Feller                          | Personalidades estrangeiras |                       | [ 9 ]  |
|      | Enrique Pujals                          | Personalidades estrangeiras |                       |        |
|      | Francesco Mercuri                       | Personalidades estrangeiras |                       |        |
| 1996 | Gérard Xavier Kuhn                      | Personalidades estrangeiras |                       | [ 9 ]  |
| 2002 | Ilse Walker                             | Personalidades estrangeiras | INPA                  | [ 15 ] |
|      | Ivan Chestakov                          | Personalidades estrangeiras |                       |        |
| 1996 | Jean-Jacques Salomon                    | Personalidades estrangeiras |                       | [ 9 ]  |
|      | José Mario Martinez                     | Personalidades estrangeiras |                       |        |
|      | José Marques Correia Neves              | Personalidades estrangeiras |                       |        |
| 1996 | Karl Otto Stöhr                         | Personalidades estrangeiras |                       | [ 9 ]  |
|      | Lorenzo Diaz                            | Personalidades estrangeiras |                       |        |
| 1996 | Munirathna Anandakrishnan               | Personalidades estrangeiras |                       | [ 9 ]  |
| 1996 | Robert W. Corell                        | Personalidades estrangeiras |                       | [ 9 ]  |
|      | Takeshi Kodama                          | Personalidades estrangeiras |                       |        |
| 2021 | João Cândido Portinari                  | Personalidades nacionais    | Projeto Portinari     | [ 16 ] |
| 2021 | Daniella Ribeiro                        | Personalidades nacionais    | Senadora da República | [ 16 ] |
| 2021 | Daniel Elias Carvalho Vilela            | Personalidades nacionais    | Deputado Federal      | [ 16 ] |
| 2021 | Marcos Sampaio Olsen                    | Personalidades nacionais    | Almirante-de-Esquadra | [ 16 ] |
| 2021 | Fabio de Oliveira Pedrosa               | Ciências Biológicas         | UFPR                  | [ 16 ] |
| 2021 | Maria Paula Cruz Schneider              | Ciências Biológicas         | UFPR                  | [ 16 ] |
| 2021 | Neusa Hamada                            | Ciências Biológicas         | INPA                  | [ 16 ] |
| 2021 | Aldo Ângelo Moreira Lima                | Ciências Biomédicas         | UFCE                  | [ 16 ] |
| 2021 | Fernando de Queiroz Cunha               | Ciências Biomédicas         | USP                   | [ 16 ] |
| 2021 | Patricia Rocco                          | Ciências Biomédicas         | UFRJ                  | [ 16 ] |
| 2021 | Regina Pekelmann Markus                 | Ciências Biomédicas         | USP                   | [ 16 ] |
| 2021 | Carlos Emanuel de Souza                 | Ciências da Engenharia      | LNCC                  | [ 16 ] |
| 2021 | Selma Maria Bezerra Jeronimo            | Ciências da Saúde           | UFRN                  | [ 16 ] |
| 2021 | Luiz Antonio Martinelli                 | Ciências da Terra           | USP                   | [ 16 ] |
| 2021 | Luigi Carro                             | Ciências Exatas e da Terra  | UFRS                  | [ 16 ] |
| 2021 | Wagner Meira Júnior                     | Ciências Exatas e da Terra  | UFMG                  | [ 16 ] |
| 2021 | Ronald Cintra Shellard                  | Ciências Físicas            | CBPF                  | [ 16 ] |
| 2021 | Carlos Augusto Tamm de Araújo Moreira   | Ciências Matemáticas        | IMPA                  | [ 16 ] |
| 2021 | Aldo José Gorgatti Zarbin               | Ciências Químicas           | UFPR                  | [ 16 ] |
| 2021 | Angela de Luca Rebello Wagener          | Ciências Químicas           | PUC-Rio               | [ 16 ] |
| 2021 | Antonio Salvio Mangrich                 | Ciências Químicas           | UFPR                  | [ 16 ] |
| 2021 | Marilia Oliveira Fonseca Goulart        | Ciências Químicas           | UFAL                  | [ 16 ] |
| 2021 | Alfredo Wagner Berno de Almeida         | Ciências Humanas            | Uema                  | [ 16 ] |
| 2021 | José Vicente Tavares dos Santos         | Ciências Humanas            | UFRS                  | [ 16 ] |
| 2004 | Jorge Almeida Guimarães                 | Ciências Biológicas         |                       | [ 7 ]  |
| 2023 | Gonçalo Amarante Guimarães Pereira      | Ciências Biológicas         |                       | [ 17 ] |
| 2023 | Isaac Roitman                           | Ciências Biológicas         |                       | [ 17 ] |
| 2023 | Renato Sérgio Balão Cordeiro            | Ciências Biológicas         |                       | [ 17 ] |
| 2023 | Maria Stela Grossi Porto (post-mortem)  | Ciências Sociais e Humanas  |                       | [ 17 ] |
| 2023 | Carlos Alfredo Joly                     | Ciências Biológicas         |                       | [ 17 ] |
| 2023 | Maria Teresa Fernandez Piedade          | Ciências Biológicas         |                       | [ 17 ] |
| 2023 | Maurício Lima Barreto                   | Ciências Biológicas         |                       | [ 17 ] |
| 2023 | Stevens Rehen                           | Ciências Matemáticas        |                       | [ 17 ] |
| 2023 | Neusa Hamada                            | Ciências Biológicas         |                       | [ 17 ] |
| 2023 | Silvio Crestana                         | Ciências Físicas            |                       | [ 17 ] |
| 1998 | Sandoval Carneiro                       | Ciências da Engenharia      |                       | [ 8 ]  |
| 1998 | Reginaldo dos Santos                    | Ciências da Engenharia      |                       | [ 8 ]  |
| 1998 | Carlos Alberto Schneider                | Ciências da Engenharia      |                       | [ 8 ]  |
| 1998 | Aloísio Pessoa de Araújo                | Ciências Matemáticas        |                       | [ 8 ]  |
| 1998 | Rogério Meneghini                       | Ciências Biológicas         |                       | [ 8 ]  |
| 1998 | Ricardo Renzo Brentani                  | Ciências Biológicas         |                       | [ 8 ]  |
| 1998 | Leny Alves Cavalcante                   | Ciências Biológicas         |                       | [ 8 ]  |
| 1998 | José Antunes Rodrigues                  | Ciências Biológicas         |                       | [ 8 ]  |
| 1998 | Jorge Elias Kalil Filho                 | Ciências Biológicas         |                       | [ 8 ]  |
| 1998 | Gilberto Fernandes Sá                   | Ciências Químicas           |                       | [ 8 ]  |
| 1998 | João Evangelista Steiner                | Ciências Físicas            |                       | [ 8 ]  |
| 1998 | Carlos Alberto Aragão de Carvalho Filho | Ciências Físicas            |                       | [ 8 ]  |
| 1998 | Ângelo da Cunha Pinto                   | Ciências Químicas           |                       | [ 8 ]  |
| 1998 | Carl Peter von Dietrich                 | Ciências Biológicas         |                       | [ 8 ]  |
| 1998 | Giovanni Gazzinelli                     | Ciências Biológicas         |                       | [ 8 ]  |
| 1998 | Clovis Teixeira                         | Ciências Biológicas         |                       | [ 8 ]  |
| 1998 | Evando Mirra de Paula e Silva           | Ciências da Engenharia      |                       | [ 8 ]  |
| 1998 | Walter Amo Mannheumer                   | Ciências da Engenharia      |                       | [ 8 ]  |
| 1998 | Carolina Bori                           | Personalidades nacionais    |                       | [ 8 ]  |
| 1998 | Cláudio Luiz Fróes Raeder               | Personalidades nacionais    |                       | [ 8 ]  |
| 1996 | Mohamed Hag Ali Hassan                  | Personalidades estrangeiras |                       | [ 9 ]  |
| 1996 | Eliseu Roberto de Andrade Alves         | Personalidades nacionais    |                       | [ 9 ]  |
| 1996 | César Leopoldo Camacho Manco            | Ciências Matemáticas        |                       | [ 9 ]  |
| 1996 | Welington de Melo                       | Ciências Matemáticas        |                       | [ 9 ]  |
| 1996 | Alaor Silvério Chaves                   | Ciências Físicas            |                       | [ 9 ]  |
| 1996 | José Fernandes Perez                    | Ciências Físicas            |                       | [ 9 ]  |
| 1996 | José Manuel Riveros Nigra               | Ciências Químicas           |                       | [ 9 ]  |
| 1996 | Cândido Simões Ferreira                 | Ciências da Terra           |                       | [ 9 ]  |
| 1996 | Luiz de Oliveira Castro                 | Ciências da Terra           |                       | [ 9 ]  |
| 1996 | Antonio Paes de Carvalho                | Ciências Biológicas         |                       | [ 9 ]  |
| 1996 | Erney Plessmann de Camargo              | Ciências Biológicas         |                       | [ 9 ]  |
| 1996 | Luiz Antônio Barreto de Castro          | Ciências Biológicas         |                       | [ 9 ]  |
| 1996 | Marcos José Marques                     | Ciências Tecnológicas       |                       | [ 9 ]  |
| 1996 | Fernando Novais                         | Ciências Sociais e Humanas  |                       | [ 9 ]  |
| 1996 | Juarez Brandão Lopes                    | Ciências Sociais e Humanas  |                       | [ 9 ]  |
| 1996 | Otávio Guilherme Cardoso Alves Velho    | Ciências Sociais e Humanas  |                       | [ 9 ]  |
| 1996 | Roberto DaMatta                         | Ciências Sociais e Humanas  |                       | [ 9 ]  |
| 1996 | Wanderley Guilherme dos Santos          | Ciências Sociais e Humanas  |                       | [ 9 ]  |
| 2002 | Rafael Linden                           | Ciências Biológicas         |                       | [ 12 ] |
| 2000 | Sérgio Pena                             | Ciências Biológicas         | UFMG                  | [ 10 ] |
| 1995 | Affonso Augusto Guidão Gomes            | Ciências Físicas            |                       | [ 11 ] |
| 1995 | Amós Troper                             | Ciências Físicas            |                       | [ 11 ] |
| 1995 | Fernando Claudio Zawislak               | Ciências Físicas            |                       | [ 11 ] |
| 1995 | José Antônio de Freitas Pacheco         | Ciências Físicas            |                       | [ 11 ] |
| 1995 | Sérgio Mascarenhas                      | Ciências Físicas            |                       | [ 11 ] |
| 1995 | Alaíde Braga de Oliveira                | Ciências Químicas           |                       | [ 11 ] |
| 1995 | Fernando Galembeck                      | Ciências Químicas           |                       | [ 11 ] |
| 1995 | Hernan Chaimovich Guralnik              | Ciências Químicas           |                       | [ 11 ] |
| 1995 | Manuel Mateus Ventura                   | Ciências Químicas           |                       | [ 11 ] |
| 1995 | Walter Colli                            | Ciências Químicas           |                       | [ 11 ] |
| 1995 | Rui Ribeiro Franco                      | Ciências da Terra           |                       | [ 11 ] |
| 1995 | Fábio Wanderley Reis                    | Ciências da Terra           |                       | [ 11 ] |
| 1995 | Gilberto Cardoso Alves Velho            | Ciências da Terra           |                       | [ 11 ] |
| 1995 | Roberto Cardoso de Oliveira             | Ciências da Terra           |                       | [ 11 ] |
| 1995 | César Timo-Iaria                        | Ciências da Terra           |                       | [ 11 ] |
| 1995 | Ernesto Paterniani                      | Ciências da Terra           |                       | [ 11 ] |
| 1995 | Fúlvio José Carlos Pileggi              | Ciências Biológicas         |                       | [ 11 ] |
| 1995 | Gerhard Malnic                          | Ciências Biológicas         |                       | [ 11 ] |
| 1995 | Isaias Raw                              | Ciências Biológicas         |                       | [ 11 ] |
| 1995 | Jesus Santiago Moure                    | Ciências Biológicas         |                       | [ 11 ] |
| 1995 | Luiz Hildebrando                        | Ciências Biológicas         | Fiocruz               | [ 11 ] |
| 1995 | Oswaldo Frota-Pessoa                    | Ciências Biológicas         |                       | [ 11 ] |
| 1995 | Paulo de Tarso Alvim                    | Ciências Biológicas         |                       | [ 11 ] |
| 1995 | Zilton de Araújo Andrade                | Ciências Biológicas         |                       | [ 11 ] |
| 1995 | Caspar Erich Stemmer                    | Ciências da Engenharia      |                       | [ 11 ] |
| 1995 | Luiz Bevilacqua                         | Ciências da Engenharia      |                       | [ 11 ] |
| 1995 | Luiz Gylvan Meira Filho                 | Ciências da Engenharia      |                       | [ 11 ] |
| 1995 | Tarcísio Damy de Souza Santos           | Ciências da Engenharia      |                       | [ 11 ] |
|      | Yoshitaka Gushikem                      | Ciências Químicas           | Unicamp               | [ 14 ] |
| 2023 | Maurício Barreto                        | Ciências Biológicas         | UFBA                  | [ 18 ] |
| 2023 | Adele Benzaken                          |                             | Fiocruz               | [ 19 ] |